# Ng On-yee
Dans ce nom chinois, le nom de famille, Ng, précède le nom personnel On-yee.
Ng On-yee (chinois : 吳安儀), née le 17 novembre 1990, est une joueuse de snooker originaire de Hong Kong. Elle a remporté trois championnats du monde de snooker amateur et trois championnats du monde de snooker féminin. Elle a aussi occupé la première place du classement mondial de snooker féminin de février 2018 à avril 2019.
Ayant abandonné provisoirement ses études à l'âge de 17 ans afin de se concentrer sur le snooker, elle les reprend par la suite et obtient en 2016 le diplôme supérieur de comptabilité de l'Université de Hong Kong.

## Carrière
Ng commence à jouer au snooker à l'âge de 13 ans après avoir été impressionnée par l'habileté de son père dans ce sport. Elle pratique à l'Institut des sports de Hong Kong depuis 2010. Après avoir participé à plusieurs tournois de la Fédération internationale de billard et de snooker (IBSF), Ng devient en 2009 la plus jeune championne du monde féminine dans la catégorie amateur à l'âge de 19 ans. Elle défend avec succès le titre l'année suivante.
Lors du championnat du monde de snooker féminin de 2015, elle bat en demi-finale Reanne Evans qui détenait le titre depuis dix ans, puis remporte le titre. Après avoir perdu la finale du même tournoi contre Evans l'année suivante, Ng récupère le titre en 2017, en battant Evans 5 manches à 4 en demi-finale puis Vidya Pillai 6 manches à 5 au terme d'une longue finale. En 2018, Ng remporte le titre pour la troisième fois. L'année suivante, elle obtient également son troisième titre mondial en amateur.
En 2017, elle est élue meilleure sportive par l'association de presse sportive d'Hong-Kong (Hong Kong Sports Press Association), devant la cycliste Lee Wai-sze.
En 2016, elle est invitée à participer aux championnats du monde masculin mais échoue à passer le premier tour de qualifications. En mars 2021, elle obtient une invitation pour participer pendant 2 ans au circuit professionnel masculin. Son passage sur le circuit professionnel n'est que de courte durée puisqu'elle en est reléguée dès 2023. 

## Palmarès sur le circuit féminin
| Légende | Catégorie                      | Titres                         | Finales                        |
|         | Tournois classés               | 18                             | 11                             |
|         | Tournois non classés           | 2                              | 3                              |
|         | Tournois alternatifs           | 2                              | 4                              |
|         | Tournois par équipes           | 1                              | 0                              |
|         | Tournois amateurs              | 6                              | 4                              |
| Gras    | Tournois de la triple couronne | Tournois de la triple couronne | Tournois de la triple couronne |

### Titres
| Année | Nom du tournoi                                       | Lieu         | Finaliste                 | Score |
| 2009  | Championnat du monde amateur                         | Hyderabad    | Kathy Parashis            | 5-1   |
| 2010  | Jeux asiatiques (à 6 billes rouges par équipes)      | Canton       | Chine                     | 3-1   |
| 2010  | Championnat du monde amateur (2)                     | Damas        | Jaique Ip Wan-in          | 5-0   |
| 2012  | Championnat du nord                                  | Chesterfield | Maria Catalano            | 3-0   |
| 2013  | Championnat du Royaume-Uni                           | Chesterfield | Maria Catalano            | 4-2   |
| 2013  | Championnat du monde amateur (à 6 billes rouges)     | Carlow       | Daria Sirotina            | 4-0   |
| 2014  | Classique du sud                                     | Swindon      | Maria Catalano            | 4-1   |
| 2015  | Championnat du monde                                 | Leeds        | Emma Bonney               | 6-2   |
| 2015  | Championnat du Royaume-Uni (2)                       | Leeds        | Reanne Evans              | 5-1   |
| 2015  | Championnat du monde amateur (à 6 billes rouges) (2) | Karachi      | Vidya Pillai              | 5-2   |
| 2016  | Classique Paul Hunter                                | Nuremberg    | Reanne Evans              | 4-1   |
| 2017  | Championnat du monde (2)                             | Toa Payoh    | Vidya Pillai              | 6-5   |
| 2017  | Championnat du monde à 10 billes rouges              | Leeds        | Laura Evans               | 4-2   |
| 2017  | Championnat du monde à 6 billes rouges               | Leeds        | Emma Bonney               | 4-2   |
| 2017  | Championnat du Royaume-Uni (3)                       | Leeds        | Reanne Evans              | 4-1   |
| 2017  | Masters                                              | Gloucester   | Reanne Evans              | 4-3   |
| 2017  | Championnat du monde amateur (à 6 billes rouges) (3) | Hurghada     | Siripaporn Nuanthakhamjan | 4-0   |
| 2018  | Championnat du monde (3)                             |              | Maria Catalano            | 5-0   |
| 2018  | Championnat du Royaume-Uni (4)                       | Leeds        | Rebecca Kenna             | 4-1   |
| 2018  | Open d'Australie                                     | Sydney       | Katrina Wan               | 4-2   |
| 2019  | Championnat du monde amateur (3)                     | Antalya      | Mink Nutcharut            | 5-2   |
| 2020  | Open de Belgique                                     | Bruges       | Reanne Evans              | 4-2   |
| 2021  | Masters (2)                                          | Coulsdon     | Reanne Evans              | 4-3   |
| 2022  | Open de Wichester                                    | Leicester    | Mink Nutcharut            | 4-0   |
| 2023  | Open d'Australie (2)                                 | Sydney       | Amee Kamani               | 4-1   |
| 2024  | Open d'Albanie                                       | Golem        | Mink Nutcharut            | 4-3   |
| 2024  | Open de Grande-Bretagne                              | Walsall      | Mink Nutcharut            | 4-1   |
| 2024  | Open des États-Unis                                  | Seattle      | Anupama Ramachandran      | 4-0   |
| 2025  | Open de Grande-Bretagne (2)                          | Walsall      | Mink Nutcharut            | 4-3   |

### Finales perdues
| Année | Nom du tournoi                                     | Lieu         | Vainqueur                | Score |
| 2007  | Championnat du monde amateur des moins de 21 ans   |              | Bi Zhu Qing              | 2-4   |
| 2012  | Championnat du monde amateur                       | Sofia        | Wendy Jans               | 1-5   |
| 2013  | Jeux asiatiques en salle (à 6 billes rouges)       | Incheon      | Amornrat Uamduang        | 3-4   |
| 2014  | Championnat du monde                               | Leeds        | Reanne Evans             | 0-6   |
| 2015  | Masters                                            | Newbury      | Reanne Evans             | 1-5   |
| 2016  | Classique de snooker                               | Chesterfield | Reanne Evans             | 1-5   |
| 2016  | Championnat du monde (2)                           | Leeds        | Reanne Evans             | 4-6   |
| 2017  | Classique Paul Hunter                              | Nuremberg    | Reanne Evans             | 1-4   |
| 2018  | Championnat du monde à 10 billes rouges            | Leeds        | Reanne Evans             | 1-4   |
| 2018  | Championnat du monde à 6 billes rouges             | Leeds        | Reanne Evans             | 3-4   |
| 2018  | Championnat du monde amateur (à six billes rouges) | Marsa Alam   | Waratthanun Sukritthanes | 2-4   |
| 2019  | Open de Belgique                                   | Bruges       | Reanne Evans             | 1-4   |
| 2019  | Championnat du monde à 10 billes rouges (2)        | Leeds        | Reanne Evans             | 3-4   |
| 2019  | Championnat du circuit                             | Sheffield    | Reanne Evans             | 0-1   |
| 2019  | Open d'Australie                                   | Sydney       | Mink Nutcharut           | 2-4   |
| 2019  | Masters (2)                                        | Coulsdon     | Reanne Evans             | 2-4   |
| 2022  | Championnat du Royaume-Uni                         | Leeds        | Reanne Evans             | 3-4   |
| 2022  | Masters (3)                                        | Coulsdon     | Mink Nutcharut           | 0-4   |
| 2023  | Open des États-Unis                                | Seattle      | Mink Nutcharut           | 2-4   |
| 2023  | Championnat du monde amateur (2)                   | Doha         | Bai Yulu                 | 0-4   |
| 2024  | Open de Belgique (2)                               | Bruges       | Mink Nutcharut           | 2-4   |
| 2024  | Open d'Australie (2)                               | Sydney       | Mink Nutcharut           | 3-4   |